# Božidar Debenjak
Božidar Debenjak (* 7. Mai 1935 in Ljubljana, Königreich Jugoslawien) ist ein slowenischer Marxistischer Philosoph, Sozialtheoretiker und Übersetzer.

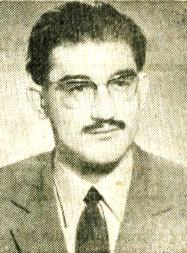
Božidar Debenjak, ca. 1963

## Leben
Er wurde in Ljubljana (heute Slowenien) geboren, das damals Teil des Königreichs Jugoslawien war. 1961 wurde er Professor an der Universität Ljubljana, wo er mehr als 30 Jahre Marxistische Theorie und Philosophiegeschichte lehrte. Viele renommierte slowenische Philosophen und Soziologen wie Slavoj Žižek, Mladen Dolar, Rastko Močnik, Renata Salecl und Tonči Kuzmanić gehörten zu seinen Schülern. Er war außerdem einer der ersten, der die Lehren der Frankfurter Schule in den jugoslawischen Universitäten lehrte.
Er schrieb mehrere Bücher, hauptsächlich über Marxistische Theorie. In einer Monographie über Friedrich Engels Gedanken (Friedrich Engels, Geschichte und Entfremdung, 1970) porträtierte er Engels als einen „raffinierteren historischen Materialisten als Marx“, der „es schaffte, eine klarere Trennlinie zwischen Geschichte und Natur zu erschaffen.“ Seine Einführung in die Marxistische Philosophie wurde in vier Ausgaben veröffentlicht und wurde eine der einflussreichsten Schriften über Marxismus in Slowenien.
Außerdem übersetzte er hauptsächlich aus dem Deutschen Werke zum Beispiel von Karl Marx, Friedrich Engels, Rosa Luxemburg, Theodor W. Adorno, Max Horkheimer, Herbert Marcuse, Georg Wilhelm Friedrich Hegel, Karl Korsch, Wladimir Lenin, Jürgen Habermas, Johann Weichard von Valvasor und Martin Luther.
Er war mit Doris Debenjak verheiratet, einer slowenischen Übersetzerin deutscher Abstammung.

## Schriften (Auswahl)
- Pota razvoja. Cankarjeva založba, Ljubljana 1961, (Pfade der Entwicklung.).
- Friedrich Engels – zgodovina in odtujitev. Poskus osvetlitve odnosa Marx–Engels. Založba Obzorja, Maribor 1970, (Friedrich Engels – Geschichte und Entfremdung. Versuch der Beleuchtung der Beziehungen von Marx-Engels.).
- V alternativi. Marksistične študije. Cankarjeva založba, Ljubljana 1974, (Eine Alternative. Marxistische Studien.).
- als Mitautor: Meščanski kozmos in revolucionarna teorija. Aspekti „kritične teorije družbe“. Filozofska fakulteta, Ljubljana 1977, (Das bourgeoise Universum und die revolutionäre Theorie. Aspekte der „Kritischen Theorie der Gesellschaft“.).
- Vstop v marksistično filozofijo (= Zbirka Temelji. 13). Komunist, Ljubljana 1974, (Einführung in die Marxistische Philosophie.).